# Müfit Özuluğ
Müfit Özuluğ est un ichtyologue turc travaillant au sein de l'université d’Istanbul.

## Quelques publications
- Özuluğ & Freyhof, 2008 : Capoeta turani, a new species of barbel from River Seyhan, Turkey (Teleostei: Cyprinidae). Ichthyological Exploration of Freshwaters, vol. 19, n. 4, p. 289-296
- Schöter, Özuluğ & Freyhof, 2009 : Capoeta caelestis, a new species from Göksu River, Turkey (Teleostei: Cyprinidae). Ichthyological Exploration of Freshwaters,

vol. 20, n. 3, p. 229-236
- Levin, Freyhof, Lajbner, Perea, Abdoli, Gaffaroğlu, Özuluğ, Rubenyan, Salnikov & Doadrio, 2012 : Phylogenetic relationships of the algae scraping cyprinid genus Capoeta (Teleostei: Cyprinidae). Molecular Phylogenetics and Evolution, vol. 62, p. 542–549
- Freyhof & Özuluğ, 2017 : Oxynoemacheilus hazarensis, a new species from Lake Hazar in Turkey, with remarks on O. euphraticus (Teleostei: Nemacheilidae). Zootaxa, vol. 4247, n. 4, p. 378–390
- Freyhof, Özuluğ & Saç, 2017 : Neotype designation of Aphanius iconii, first reviser action to stabilise the usage of A. fontinalis and A. meridionalis and comments on the family group names of fishes placed in Cyprinodontidae (Teleostei: Cyprinodontiformes). Zootaxa, vol. 4294, n. 5), p. 573–585